# گروه سرتیس
گروه سرتیس (انگلیسی: Certis Group) شرکت خدمات امنیتی سنگاپوری است، که در سال ۱۹۵۸ تأسیس شد.